# Turneul celor Șase Națiuni din 2025
Turneul celor Șase Națiuni din 2025 (cunoscut sub numele de Guinness Men's Six Nations datorită sponsorului turneului, Guinness) este cea de a 26-a ediție a Turneului celor Șase Națiuni, campionatul anual de rugby din emisfera nordică.
La această ediție participă Anglia, Irlanda, Italia, Scoția, Țara Galilor și Franța. Incluzând competițiile inițiale Turneul Home Nations și Turneul celor Cinci Națiuni, aceasta este cea de a 131-a ediție a turneului.
Irlanda a câștigat titlul la ediția precedentă, fiind câștigătoarea ultimelor două ediții.

## Echipe participante
| Țara         | Stadion               | Stadion    | Stadion     | Antrenor        | Căpitan        |
| Țara         | Stadion propriu       | Capacitate | Oraș        | Antrenor        | Căpitan        |
| ------------ | --------------------- | ---------- | ----------- | --------------- | -------------- |
| Anglia       | Stadionul Twickenham  | 82.000     | Londra      | Steve Borthwick | Maro Itoje     |
| Franța       | Stade de France       | 81.338     | Saint-Denis | Fabien Galthié  | Antoine Dupont |
| Irlanda      | Aviva Stadium         | 51.700     | Dublin      | Simon Easterby  | Caelan Doris   |
| Italia       | Stadio Olimpico       | 73.261     | Roma        | Gonzalo Quesada | Michele Lamaro |
| Scoția       | Stadionul Murrayfield | 67.144     | Edinburgh   | Gregor Townsend |                |
| Țara Galilor | Millennium Stadium    | 73.931     | Cardiff     | Warren Gatland  | Jac Morgan     |

## Clasament
| Loc                                                                 | Echipa       | Jocuri | Jocuri   | Jocuri  | Jocuri     | Puncte | Puncte    | Puncte    | Eseuri | Puncte bonus | Puncte clasament |
| Loc                                                                 | Echipa       | Jucate | Victorii | Egaluri | Înfrângeri | Pentru | Împotrivă | Diferență | Eseuri | Puncte bonus | Puncte clasament |
| ------------------------------------------------------------------- | ------------ | ------ | -------- | ------- | ---------- | ------ | --------- | --------- | ------ | ------------ | ---------------- |
| 1                                                                   | Irlanda      | 3      | 3        | 0       | 0          | 86     | 58        | +28       | 10     | 2            | 14               |
| 2                                                                   | Franța       | 3      | 2        | 0       | 1          | 141    | 50        | +91       | 21     | 3            | 11               |
| 3                                                                   | Anglia       | 3      | 2        | 0       | 1          | 64     | 67        | -3        | 8      | 2            | 10               |
| 4                                                                   | Scoția       | 3      | 1        | 0       | 2          | 64     | 67        | -3        | 10     | 2            | 6                |
| 5                                                                   | Italia       | 2      | 1        | 0       | 2          | 65     | 119       | -54       | 5      | 0            | 4                |
| 6                                                                   | Țara Galilor | 3      | 0        | 0       | 3          | 33     | 92        | -59       | 4      | 1            | 1                |
| Sursa: Clasament Turneul celor 6 Națiuni (accesat 1 februarie 2025) |              |        |          |         |            |        |           |           |        |              |                  |

## Meciuri

### Etapa 1
| 31 ianuarie 2025 | Franța  | 43 – 0  | Țara Galilor | Stade de France, Paris           |
| 1 februarie 2025 | Scoția  | 31 – 19 | Italia       | Stadionul Murrayfield, Edinburgh |
| 1 februarie 2025 | Irlanda | 27 – 22 | Anglia       | Aviva Stadium, Dublin            |

### Etapa a 2-a
| 8 februarie 2025 | Italia | 22 – 15 | Țara Galilor | Stadio Olimpico, Roma            |
| 8 februarie 2025 | Anglia | 26 – 25 | Franța       | Stadionul Twickenham, Londra     |
| 9 februarie 2025 | Scoția | 18 – 32 | Irlanda      | Stadionul Murrayfield, Edinburgh |

### Etapa a 3-a
| 22 februarie 2025 | Țara Galilor | 18 – 27 | Irlanda | Millennium Stadium, Cardiff  |
| 22 februarie 2025 | Anglia       | 16 – 15 | Scoția  | Stadionul Twickenham, Londra |
| 23 februarie 2025 | Italia       | 24 – 73 | Franța  | Stadio Olimpico, Roma        |

### Etapa a 4-a
| 8 martie 2025 | Irlanda | – | Franța       | Aviva Stadium, Dublin            |
| 8 martie 2025 | Scoția  | – | Țara Galilor | Stadionul Murrayfield, Edinburgh |
| 9 martie 2025 | Anglia  | – | Italia       | Stadionul Twickenham, Londra     |

### Etapa a 5-a
| 15 martie 2025 | Italia       | – | Irlanda | Stadio Olimpico, Roma       |
| 15 martie 2025 | Țara Galilor | – | Anglia  | Millennium Stadium, Cardiff |
| 15 martie 2025 | Franța       | – | Scoția  | Stade de France, Paris      |